# Barrio Chapultepec
Barrio Chapultepec är en ort i Mexiko.   Den ligger i kommunen Epazoyucan och delstaten Hidalgo, i den sydöstra delen av landet, 80 km nordost om huvudstaden Mexico City. Barrio Chapultepec ligger 2 636 meter över havet och antalet invånare är 344.
Terrängen runt Barrio Chapultepec är platt åt sydväst, men åt nordost är den kuperad. Runt Barrio Chapultepec är det ganska tätbefolkat, med 80 invånare per kvadratkilometer. Närmaste större samhälle är Pachuca de Soto, 18,2 km nordväst om Barrio Chapultepec. Trakten runt Barrio Chapultepec består till största delen av jordbruksmark.